# Campionati del mondo di ciclismo su strada 2023 - Gara in linea maschile Elite
La gara in linea maschile Elite dei Campionati del mondo di ciclismo su strada si è svolta il 6 agosto 2023 su un percorso di 271,1 km con partenza da Edimburgo e arrivo da Glasgow, in Scozia. La vittoria è stata appannaggio dell'olandese Mathieu van der Poel, il quale ha completato il percorso in 6h07'27", alla media di 44,5267 km/h, precedendo il belga Wout Van Aert e lo sloveno Tadej Pogačar.
Sul traguardo di Glasgow, dei 195 corridori partiti da Edimburgo, 51 hanno portato a termine la competizione.

## Squadre e corridori partecipanti
| N.      | Cod. | Squadra       |
| ------- | ---- | ------------- |
| 1-9     | BEL  | Belgio        |
| 10-17   | DNK  | Danimarca     |
| 18-25   | FRA  | Francia       |
| 26-33   | GBR  | Regno Unito   |
| 34-41   | ESP  | Spagna        |
| 42-49   | SVN  | Slovenia      |
| 50-57   | NLD  | Paesi Bassi   |
| 58-65   | ITA  | Italia        |
| 66-73   | AUS  | Australia     |
| 74-80   | COL  | Colombia      |
| 81-86   | USA  | Stati Uniti   |
| 87-92   | CHE  | Svizzera      |
| 93-98   | NOR  | Norvegia      |
| 99-102  | PRT  | Portogallo    |
| 103-108 | GER  | Germania      |
| 109-114 | AUT  | Austria       |
| 115-120 | IRL  | Irlanda       |
| 121-126 | CAN  | Canada        |
| 127-129 | ERI  | Eritrea       |
| 130-134 | NZL  | Nuova Zelanda |
| 135-139 | KAZ  | Kazakistan    |
| 140-143 | LAT  | Lettonia      |
| 144-146 | ECU  | Ecuador       |
| 147-150 | CZE  | Rep. Ceca     |
| 151     | POL  | Polonia       |
| 152-155 | MAR  | Marocco       |
| 156     | HUN  | Ungheria      |
| 157-160 | ZAF  | Sudafrica     |
| 161-162 | ALG  | Algeria       |

| N.      | Cod. | Squadra                |
| ------- | ---- | ---------------------- |
| 163-164 | SVK  | Slovacchia             |
| 165     | JPN  | Giappone               |
| 166-169 | LUX  | Lussemburgo            |
| 170     | MNG  | Mongolia               |
| 171     | ISR  | Israele                |
| 172     | ARG  | Argentina              |
| 173     | GRC  | Grecia                 |
| 174     | UKR  | Ucraina                |
| 175     | URU  | Uruguay                |
| 176     | VEN  | Venezuela              |
| 177     | RWA  | Ruanda                 |
| 178     | CRC  | Costa Rica             |
| 179     | CHN  | Cina                   |
| 180     | MAU  | Mauritius              |
| 181     | SWE  | Svezia                 |
| 182     | CHI  | Cile                   |
| 183     | BRA  | Brasile                |
| 184     | UZB  | Uzbekistan             |
| 185     | CYP  | Cipro                  |
| 186     | BVI  | Isole Vergini Britan.  |
| 187     | UGA  | Uganda                 |
| 188     | VCT  | S. Vincent e Grenadine |
| 189     | MON  | Monaco                 |
| 190     | GUY  | Guyana                 |
| 191     | MAL  | Malta                  |
| 192     | CPV  | Capo Verde             |
| 193     | AIA  | Anguilla               |
| 194     | VAT  | Città del Vaticano     |
| 195     | PAN  | Panama                 |

## Ordine d'arrivo (top 10)
| Pos. | Corridore            | Squadra     | Tempo    |
| ---- | -------------------- | ----------- | -------- |
| 1    | Mathieu van der Poel | Paesi Bassi | 6h07'27" |
| 2    | Wout Van Aert        | Belgio      | a 1'37"  |
| 3    | Tadej Pogačar        | Slovenia    | a 1'45"  |
| 4    | Mads Pedersen        | Danimarca   | s.t.     |
| 5    | Stefan Küng          | Svizzera    | a 3'48"  |
| 6    | Jasper Stuyven       | Belgio      | s.t.     |
| 7    | Matthew Dinham       | Australia   | s.t.     |
| 8    | Toms Skujiņš         | Lettonia    | s.t.     |
| 9    | Tiesj Benoot         | Belgio      | s.t.     |
| 10   | Alberto Bettiol      | Italia      | a 4'03"  |